# Piotr Ciżkowicz
Piotr Bartosz Ciżkowicz (ur. 29 marca 1979) – polski ekonomista, profesor w Katedrze Międzynarodowych Studiów Porównawczych Szkoły Głównej Handlowej w Warszawie. 

## Życiorys

### Wykształcenie
Absolwent ekonomii w Szkole Głównej Handlowej (1997–2002). W roku 2008 uzyskał stopień doktora nauk ekonomicznych w Kolegium Analiz Ekonomicznych SGH, a w 2016 stopień doktora habilitowanego. 

### Działalność zawodowa
Przedmiotem zainteresowań naukowych Piotra Ciżkowicza jest zastosowanie metod ilościowych (modelowanie szeregów czasowych, danych panelowych i danych przestrzennych) w ocenie wpływu polityki gospodarczej. Jest współautorem szeregu artykułów tematycznych w takich międzynarodowych czasopismach, jak Journal of Economic Geography, Fiscal Studies, Economic Modelling, Applied Economics, Kyklos i Empirica. Na badania naukowe pozyskał granty przekraczające 2 mln zł. Współpracował z Narodowym Centrum Nauki oraz Ministerstwem Nauki i Szkolnictwa Wyższego przy ewaluacji projektów i jednostek badawczych, a także koordynował prace nad strategią rozwoju szkolnictwa wyższego w Polsce.
Jest współzałożycielem funduszu VC Nunatak Capital oraz spółki doradczo-wdrożeniowej StatXplorer, świadczącej pomoc w zakresie rozwiązań data science. W latach 2012–2015 był członkiem zarządu Grupy PKP, w którym odpowiadał za realizację transakcji kapitałowych grupy oraz wdrożenie programu transformacji kolejowej w Polsce. Był również członkiem zarządu Luma Investment. W okresie zatrudnienia w EY (2008-2012) budował i kierował Economic Strategy Team, tworzącym zaawansowane modele ekonometryczne dla firm. Prowadził szereg projektów z zakresu data science w bankach komercyjnych oraz instytucjach publicznych. Pełnił także funkcję członka rady nadzorczej wielu spółek giełdowych, państwowych i komunalnych.  